# 작은 사랑의 노래 (MONGOL800의 노래)
〈작은 사랑의 노래〉(일본어: 小さな恋のうた 지이사나 고이노 우타[*])는 일본의 펑크 밴드 MONGOL800이 작사, 작곡하고 부른 노래다. 이 노래는 2001년 9월 16일에 일본에서 발매된 두 번째 정규 음반 《MESSAGE》에 수록되어 있다. 이 노래의 가사는 작은 섬에서 자란 소년과 소녀 사이의 사랑에 대한 것이다.
이 노래는 싱글로 발매되지 않았지만 그룹의 가장 유명한 트랙 중 하나가 되었고 여러 번 커버되었는데, 가장 인기 있는 것은 2016년에 아마츠키가 커버한 것이다. 이 노래의 커버는 사쿠라 아야네의 《나팔꽃과 카세씨》의 삽입곡으로 사용되었으며, 타카하시 리에가 부른 2018년 애니메이션 《장난을 잘 치는 타카기 양》의 5번째 엔딩 테마, 이와미 마나카가 부른 2023년 애니메이션 《옆집 천사님 때문에 어느샌가 인간적으로 타락한 사연》의 엔딩 테마, 우에사카 스미레가 부른 2024년 애니메이션 《가끔씩 툭하고 러시아어로 부끄러워하는 옆자리의 아랴 양》의 5번째 엔딩 테마로 사용되었다.
이 노래는 DAM 가라오케 랭킹에서 1위를 차지한 일본의 인기 가라오케 노래다. Mr. Children의 〈HANABI〉에 이어 2000년대에 1억 스트리밍을 기록한 두 번째 노래다. 이해하기 쉬운 가사와 반복적인 코드 진행으로 유명해졌다.
이 노래는 2019년 5월에 도에이에서 개봉한 동명의 실사 영화의 제작에 영감을 주었다.

## 배경 및 출시
〈작은 사랑의 노래〉는 2001년 9월 16일에 발매된 밴드의 두 번째 앨범 《MESSAGE》의 세 번째 트랙이다. 이 앨범은 오리콘에서 100만 장의 판매고를 달성한 최초의 인디 앨범이 되었다.
노래의 가사는 베이시스트 이자 보컬리스트인 우에즈 키요사쿠가 썼고, 다른 밴드 멤버들이 음악을 작곡했다. 기본 키는 나장조이고, 박자는 4⁄4이며 , 템포는 116 Bpm이다.
2019년, 나탈리의 사코 리나와의 인터뷰에서 우에조는 〈작은 사랑의 노래〉는 낮은 키로 시작하지만 더 높은 코러스로 시작한다고 언급하며 노래를 쓸 때 노래의 키를 몰랐다고 말했다. 그는 또한 오키나와 사람들은 말할 때 개인 대명사인 "보쿠"(僕, 나) 와 "키미"(君, 너)를 사용하지 않았다고 말하며, 당시에는 "아나타" (あなた, 당신)가 더 어울린다고 생각했다고 덧붙였다.